# Guldlinjen
Guldlinjen är ett samlingsnamn på ett antal mineralrika områden i trakterna av Sorsele-Storuman-Lycksele. I området har flera svenska och utländska prospekteringsföretag arbetat sedan 1990-talet. Bland intressanta platser finns Fäboliden, Barsele och Tjålmträsk .